# Риза (город)
Риза (нем. Riesa, в.-луж. Ryzawa или Rěža, чеш. Řezov) — город в Германии, в земле Саксония. Подчинён земельной дирекции Дрезден. Входит в состав района Риза-Гросенхайн. Население составляет 34013 человек (на 31 декабря 2010 года). Занимает площадь 58,70 км². Официальный код — 14 2 85 250.
Город подразделяется на 16 городских районов.

## Происхождение названия
Согласно городской легенде, своим возникновением город обязан некоему путешествовавшему великану (нем. Riese — «великан»). Подойдя к Эльбе, великан присел отдохнуть на берегу. Во время долгой дороги в его сапоги набился песок и камешки. Великан со стоном стянул сапог и перевернул его. Так появился большой холм, на котором были построены первые дома Ризы. Великан является символом города и украшает герб города.
Однако в действительности название «Риза» происходит от славянского «Riezowe» — «разрез (земли)». Латинизированное название «Rezoa» встречается впервые в грамоте папы Каликста II, датированной октябрём 1119 г., когда епископ Дитрих I Наумбургский освятил самый древний монастырь марки Майсен. Он упоминает название небольшого славянского поселения в непосредственной близости от впадения притока в Эльбу.

## Мемориал Эренхайн Цайтхайн
Под городом, примерно в 10 километрах в годы Второй мировой войны располагался лагерь для военнопленных Цайтхайн. По официальным данным в нём погибло около 25—30 тысяч советских, и более 900 солдат из других стран. Основной причиной смерти стало недостаточное питание и плохие санитарные условия. Ныне там расположен Мемориал Эренхайн Цайтхайн. В бывших зданиях лагеря (Документационном доме и лагерном бараке) располагается постоянная выставка, посвященная истории лагеря.